# Drillkultur

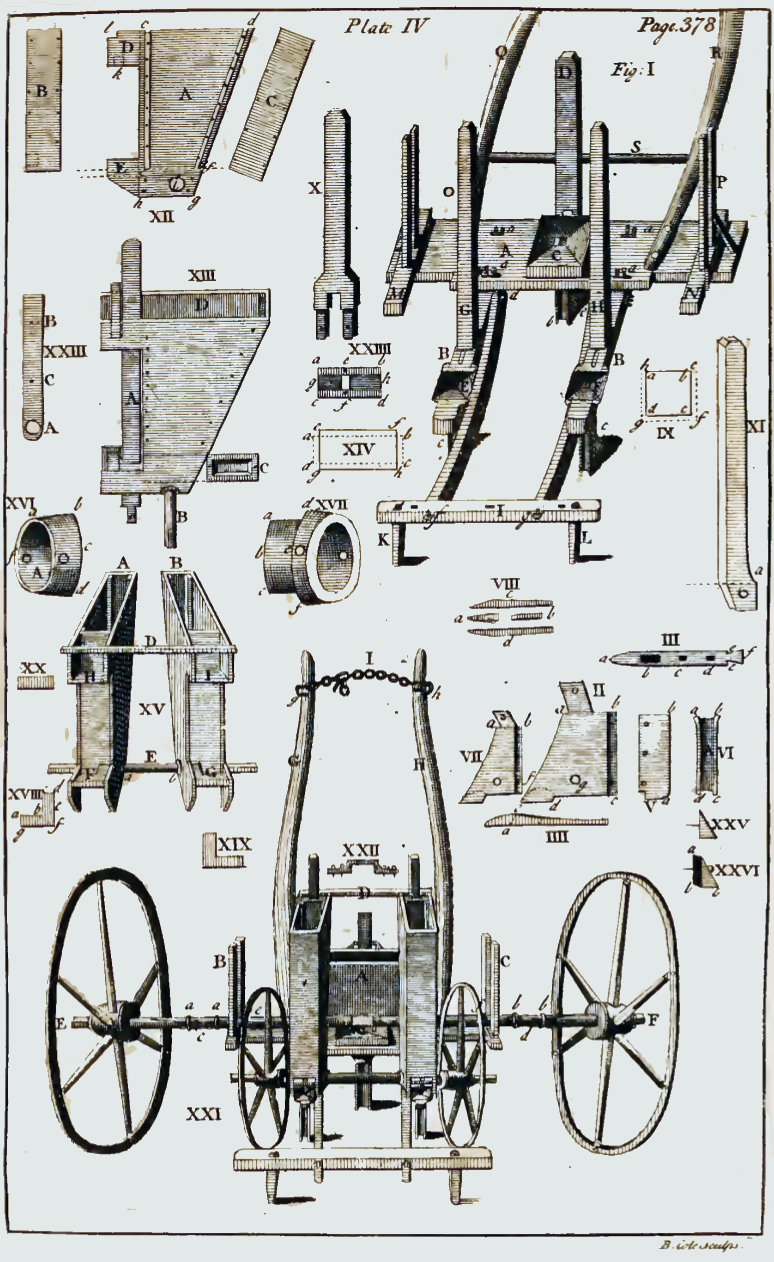
Jethro Tulls såmaskin.

Drillkultur var på 1700-talet inom jordbruket ett sätt att bruka åkerjorden genom att fältet radvis lades upp i ryggar eller upphöjda balkar (drillar), på vilka man odlade vissa växter. Till drillkulturen hörde även att såväl själva drillarna hölls fria från ogräs och tillgängliga för luftens inverkan samt att de på drillarna uppväxta plantorna gallrades, så att de kom på behörigt avstånd ifrån varandra. När de blev så stora, att de beskuggade fältet, upphörde all bearbetning såväl mellan som på drillarna.

## Jethro Tull
Drillkulturen var sedan gammalt känd och använd i Kina, Japan, Bengalen och Persien. I Europa infördes den först av engelsmannen Jethro Tull (1674-1741), som 1733 gav ut det berömda arbetet "On the horse hoing husbandry" (Åkerbruk med hästkupplog). Tull uppfann arbetsbesparande maskiner, bland annat en drillplog för radsådd. Han förespråkade radsådd och bearbetning mellan raderna med hästkupplog, som tidigare hade varit ett oanvänt redskap. Tull antog att jordens fruktbarhet huvudsakligen berodde på dess fina pulverisering och att gödsling egentligen inte behövdes om åkerjorden luckrades upp och plantorna därmed lättare tog upp näringen.
Jethro Tulls arbetsmetod sparade både frön och arbetskraft och han sammankopplas ofta med jordbrukets omvandling i Europa på 1700-talet.